# Palorchestidae
Famille
Les Palorchestidae forment une famille éteinte de mammifères marsupiaux qui regroupe quatre genres avec neuf espèces décrites.
Ils ont vécu en Australie du Miocène jusqu'à la fin du Pléistocène inférieur, soit il y a environ entre 23 et 0,78 Ma (millions d'années).

## Liste des genres et des espèces
- † Propalorchestes Murray, 1986
  - † Propalorchestes novaculocephalus Murray, 1986
  - † Propalorchestes ponticulus Murray, 1990
- † Ngapakaldia Stirton, 1967
  - † Ngapakaldia bonythoni Stirton, 1967
  - † Ngapakaldia tedfordi Stirton, 1967
- † Palorchestes Owen, 1873
  - † Palorchestes anulus Black 1997
  - † Palorchestes azeal Owen, 1873
  - † Palorchestes painei Woodburne, 1967
  - † Palorchestes selestiae Mackness, 1995
- † Pitikantia Stirton, 1967
  - † Pitikantia dailyi Stirton, 1967